# Cheiragra leai
Cheiragra leai är en skalbaggsart som beskrevs av Britton 1957. Cheiragra leai ingår i släktet Cheiragra och familjen Melolonthidae. Inga underarter finns listade i Catalogue of Life.